# Bhutaanse ngultrum
De Bhutaanse ngultrum (དངུལ་ཀྲམ) (dNgul Tam betekent "zilvermunt") is de munteenheid van Bhutan. Eén ngultrum is honderd chetrum.
De munteenheid wordt gebruikt sinds de geldhervorming van 1974 en is de eerste officiële munteenheid van het koninkrijk.
Munten zijn er als 1, 5, 10, 25, 50 en 100 chetrum. Het papiergeld is beschikbaar als 1, 2, 5, 10, 20, 50, 100 en 500 ngultrum.
De ngultrum is gekoppeld aan de Indiase roepie in een verhouding van 1:1. De Indiase roepie is eveneens een officieel betaalmiddel in Bhutan.